# Zytoskelett-Inhibitor
Ein Zytoskelett-Inhibitor ist eine niedermolekulare Verbindung, die als Inhibitor von Proteinen des Zytoskeletts wirkt.

## Eigenschaften
Zytoskelett-Inhibitoren binden meistens an Aktin oder Tubulin und verhindern die Bildung oder Auflösung von Polymeren dieser beiden Proteine (Mikrofilamente bzw. Mikrotubuli). Beispielsweise verhindert Taxol die Depolymerisation von Mikrotubuli, während Cytochalasin D die Polymerisation von Aktin hemmt. Teilweise werden Zytoskelett-Inhibitoren neben der Verwendung in der Forschung auch als Arzneistoffe verwendet, z. B. in der Chemotherapie.
| Wirkstoff          | Zielprotein | Wirkung                                    | Klinische Anwendung |
| ------------------ | ----------- | ------------------------------------------ | ------------------- |
| Colchicin          | Mikrotubuli | verhindert Polymerisation                  | Gicht               |
| Cytochalasine      | Aktin       | verhindert Polymerisation                  | keine               |
| Demecolcine        | Mikrotubuli | führt zur Depolymerisation                 | Chemotherapie       |
| Latrunculin        | Aktin       | verhindert Polymerisation                  | keine               |
| Jasplakinolide     | Aktin       | verstärkt Polymerisation                   | keine               |
| Nocodazol          | Mikrotubuli | verhindert Polymerisation                  | keine               |
| Paclitaxel (Taxol) | Mikrotubuli | verhindert Depolymerisation und die Mitose | Chemotherapie       |
| Phalloidin         | Aktin       | verhindert Depolymerisation                | keine               |
| Swinholid          | Aktin       | bindet Aktin-Dimere                        | keine               |
| Vinblastin         | Mikrotubuli | verhindert Polymerisation                  | Chemotherapie       |